# Nehbandán megye

Dél-horászán tartomány megyéinek elhelyezkedése

Nehbandán megye (perzsa nyelven: شهرستان نهبندان, Shahrestān-e Nahbandān) Irán Dél-Horászán tartományának déli elhelyezkedésű megyéje az ország keleti részén. Keleten Afganisztán Faráh tartományának Sib Koh kerülete és Lás va Dzsuvajn kerülete határolja, délnyugaton a Kermán tartományban lévő Kermán megye, nyugatról Huszf megye, északról Szarbise megye és határolja. Székhelye a 16 000 fős Nehbandán városa. Összesen két város tartozik a megyéhez: Nehbandán, a megye székhelye, illetve Suszef. A megye lakossága 56 089 fő. A megye két kerületet foglal magába, amely a Központi kerület és Suszef kerület.

## Népesség
| 2016 | 51 449 |

## Fordítás
- Ez a szócikk részben vagy egészben  a   Nehbandan County című angol Wikipédia-szócikk ezen változatának fordításán alapul.  Az eredeti cikk szerkesztőit annak laptörténete sorolja fel. Ez a jelzés csupán a megfogalmazás eredetét és a szerzői jogokat jelzi, nem szolgál a cikkben szereplő információk forrásmegjelöléseként.